# Villers-au-Tertre
Pour les articles homonymes, voir Villers.
Villers-au-Tertre est une commune française, située dans le département du Nord en région Hauts-de-France.

## Géographie

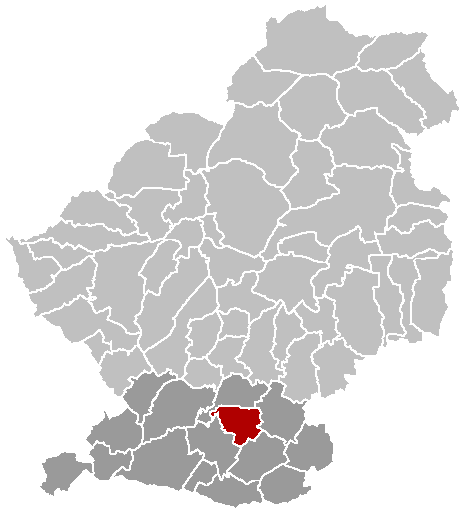
Villers-au-Tertre dans son canton et son arrondissement

### Communes limitrophes
|            | Erchin            |             |
|            | Villers-au-Tertre | Monchecourt |
| Bugnicourt |                   | Fressain    |

### Hydrographie

#### Réseau hydrographique
La commune est située dans le bassin Artois-Picardie. Elle est drainée par  et un autre petit cours d'eau,.

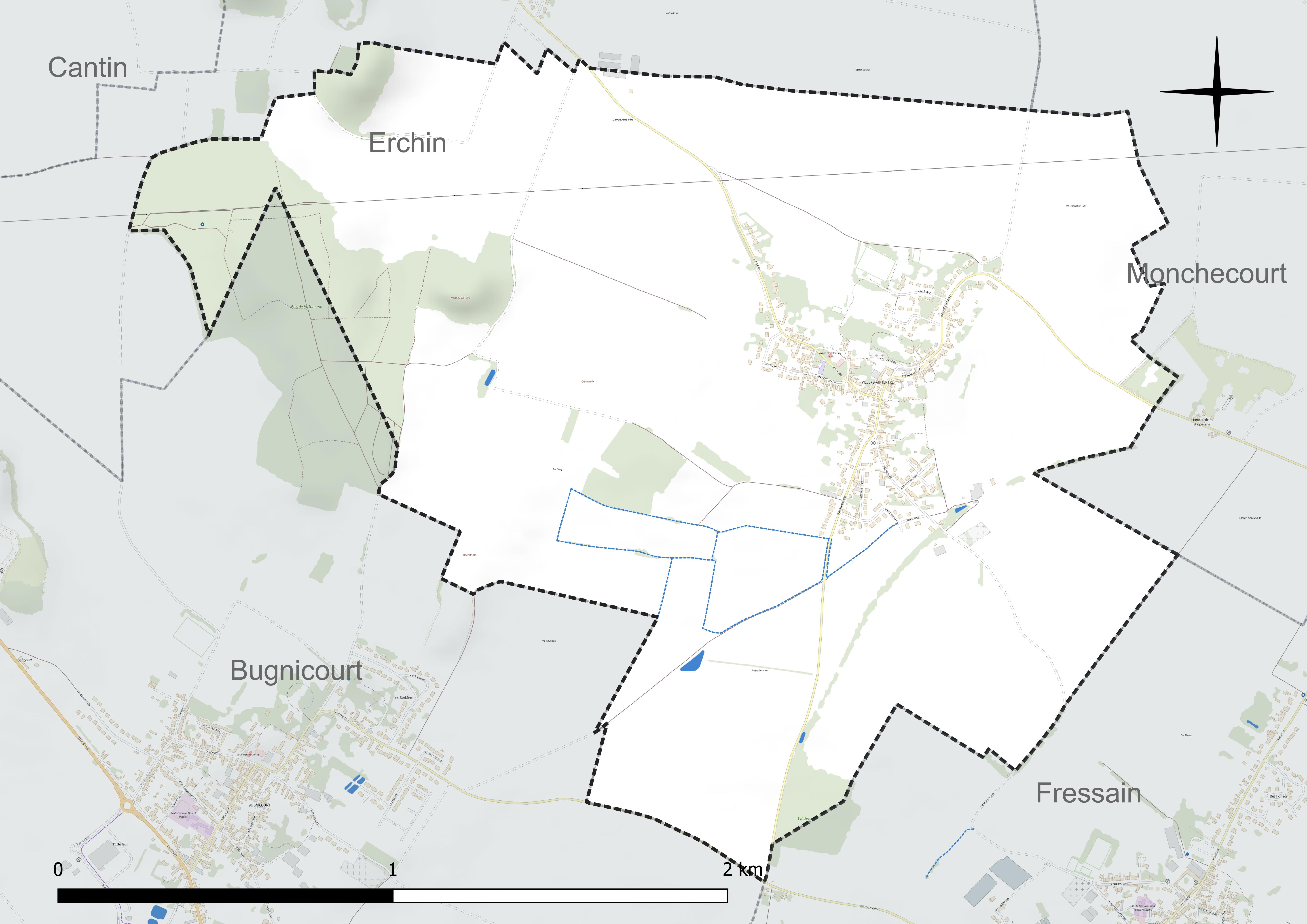
Réseau hydrographique de Villers-au-Tertre.

#### Gestion et qualité des eaux
Le territoire communal est couvert par le schéma d'aménagement et de gestion des eaux (SAGE) « Scarpe aval ». Ce document de planification concerne un territoire de 624 km2 de superficie, délimité par le bassin versant de la Scarpe aval, comprenant la Pévèle, la plaine de la Scarpe et le bassin minier avec l'Ostrevent. Le périmètre a été arrêté le 18 mars 1997 et le SAGE proprement dit a été approuvé le 12 mars 2009, puis révisé le 5 juillet 2021. La structure porteuse de l'élaboration et de la mise en œuvre est le parc naturel régional Scarpe-Escaut. 
La qualité des cours d'eau peut être consultée sur un site dédié géré par les agences de l'eau et l'Agence française pour la biodiversité. 

### Climat
Pour des articles plus généraux, voir Climat des Hauts-de-France et Climat du Nord.
En 2010, le climat de la commune est de type climat océanique dégradé des plaines du Centre et du Nord, selon une étude du CNRS s'appuyant sur une série de données couvrant la période 1971-2000. En 2020, Météo-France publie une typologie des climats de la France métropolitaine dans laquelle la commune est exposée à un climat océanique et est dans la région climatique  Nord-est du bassin Parisien, caractérisée par un ensoleillement médiocre, une pluviométrie moyenne régulièrement répartie au cours de l'année et un hiver froid (3 °C).
Pour la période 1971-2000, la température annuelle moyenne est de 10,4 °C, avec une amplitude thermique annuelle de 14,7 °C. Le cumul annuel moyen de précipitations est de 720 mm, avec 11,3 jours de précipitations en janvier et 9,4 jours en juillet. Pour la période 1991-2020, la température moyenne annuelle observée sur la station météorologique la plus proche, située sur la commune de Douai à 11 km à vol d'oiseau, est de 11,0 °C et le cumul annuel moyen de précipitations est de 729,2 mm,. Pour l'avenir, les paramètres climatiques de la commune estimés pour 2050 selon différents scénarios d'émission de gaz à effet de serre sont consultables sur un site dédié publié par Météo-France en novembre 2022.

## Urbanisme

### Typologie
Au 1er janvier 2024, Villers-au-Tertre est catégorisée bourg rural, selon la nouvelle grille communale de densité à sept niveaux définie par l'Insee en 2022.
Elle est située hors unité urbaine. Par ailleurs la commune fait partie de l'aire d'attraction de Douai, dont elle est une commune de la couronne,. Cette aire, qui regroupe 61 communes, est catégorisée dans les aires de 50 000 à moins de 200 000 habitants,.

### Occupation des sols
L'occupation des sols de la commune, telle qu'elle ressort de la base de données européenne d'occupation biophysique des sols Corine Land Cover (CLC), est marquée par l'importance des territoires agricoles (86,2 % en 2018), une proportion identique à celle de 1990 (86,2 %). La répartition détaillée en 2018 est la suivante : 
terres arables (83,5 %), zones urbanisées (7,3 %), forêts (6,6 %), zones agricoles hétérogènes (2,7 %). L'évolution de l'occupation des sols de la commune et de ses infrastructures peut être observée sur les différentes représentations cartographiques du territoire : la carte de Cassini (XVIIIe siècle), la carte d'état-major (1820-1866) et les cartes ou photos aériennes de l'IGN pour la période actuelle (1950 à aujourd'hui).

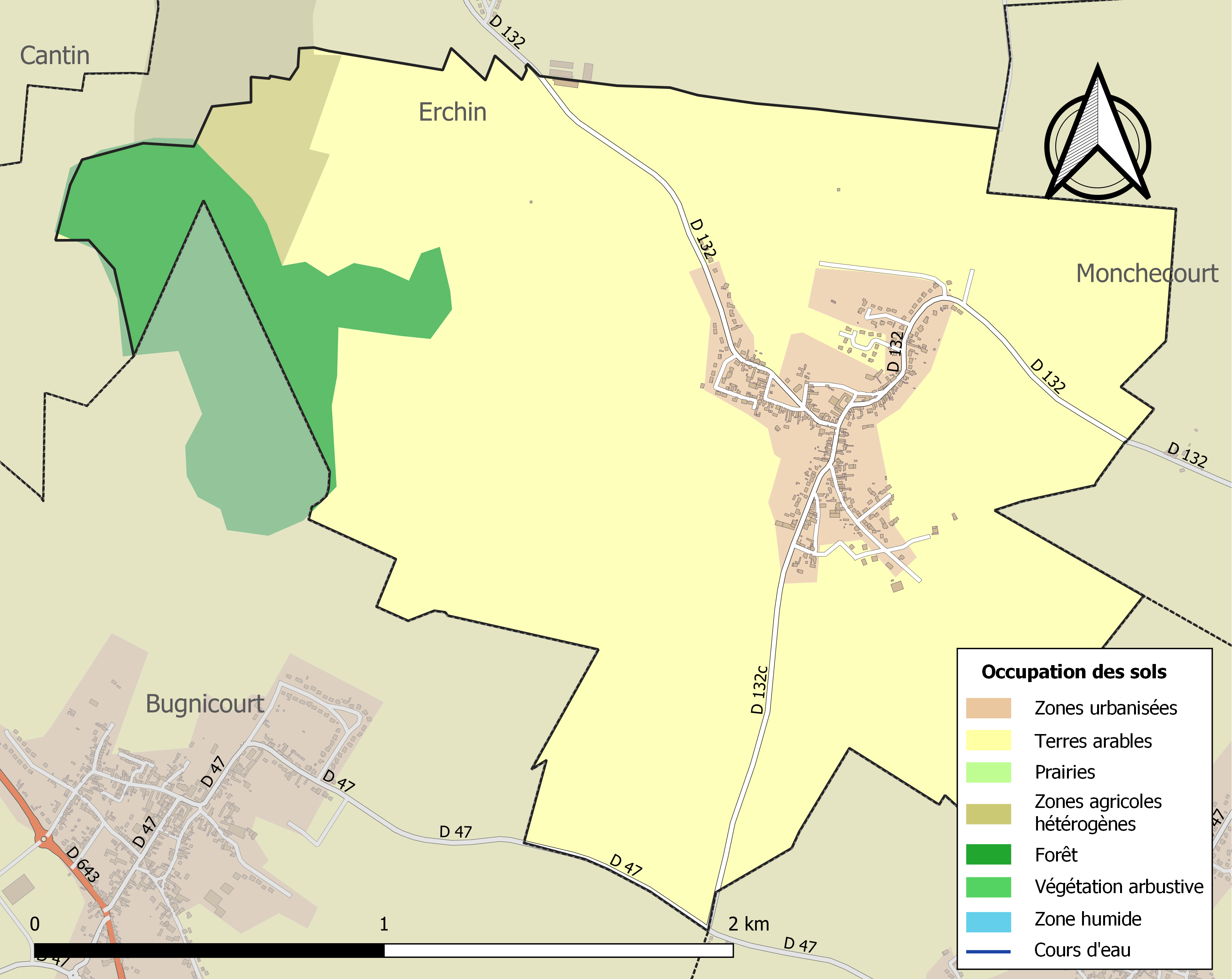
Carte des infrastructures et de l'occupation des sols de la commune en 2018 (CLC).

### Voies de communication et transports
La commune est desservie par la ligne 19 du réseau de transport Évéole.

## Histoire
Aucune trace ne permet d'attester l'occupation du site avant le Moyen Âge. Le village est cité pour la première fois en 1184 sous le nom de Vileir. Elle est en effet le théâtre de l'affrontement de Robert de Wavrin et Philippe d'Alsace qui assiège le château. Villers-au-Tertre obtient son patronyme définitif à la fin du XIIIe siècle.
Une charte du mois d'avril 1242 de l'abbaye d'Anchin cite « Jou Mahieux d'Aubi sire de Villers-au Tertre ». Le nom d'Aubi viendrait de la famille de Saint-Aubin (de Douai), dont le premier auteur connu est Guy en 1161, puis Wauthier son fils, Barthélémy et enfin Alaume de Villers (chartes de 1231 et 1250). Ce dernier n'eut qu'une fille nommée Marie qui se maria au seigneur de Manchicourt et c'est son frère Hellin, dit du Saulchoy, qui reprit la seigneurie de Villers-au-Tertre.
Elle passe ensuite aux maisons de Lallaing (1435) , à la maison de Sainte Aldegonde-Noircarmes (1557) et à Claude Le Blanc (1720).
Cette seigneurie restera dans la famille jusqu'à la fin de l'ancien régime avec Charles-Louis de Villers-du-Tertre, dont la fille Françoise-Olympe-Julie apporta cette baronnie à Louis-Charles-Auguste le Prévost, comte de Gagemon, capitaine d'E.M. du 3e corps de l'armée de Russie en 1812. À la mort de Françoise-Olympe, la baronnie revint à son cousin Alphonse-François de Wavrin Villers-au-Tertre, premier pair du Cambraisis, comte de Villers-au-Tertre et du St Empire, qui en fut le dernier seigneur. Après la révolution, Alphonse-François de Wavrin Villers-au-Tertre s'installa à Houdeng-Aimeries, dans le Hainaut.

## Héraldique
| armes de Villers-au-Tertre | Les armes de Villers-au-Tertre se blasonnent ainsi : D'azur à un écusson d'argent, accompagné de onze billettes du même mises en orle. |

D'après "les Souvenir de la Flandre Wallonne", p. 141.t.1, Alaume serait le fils de Mathieu d'Aubi, seigneur de Villers-au-Tertre en 1242 et portait un écu en abîme accompagné de 11 billettes en orle placées 4,2,2,2,1. Demay dans son recueil des sceaux donne les mêmes armes (no 1715). Cette famille qui s'appelait "de Saulchoy" descendait de Gossuin de Wavrin et d'Ada du Rœulx. ce Gossuin avait dû fuir la Flandre parce qu'il avait tué un sergent du comte de Flandre et était venu se réfugier en Hainaut sous la protection de Baudouin V. Cette famille prit les armes des Aubi c'est-à-dire d'azur à l'écu d'argent accompagné de 11 billettes de même.

## Politique et administration

### Tendances politiques et résultats
Lors du premier tour des élections municipales le 15 mars 2020, on dénombre 501 inscrits, dont 354 votants et 351 suffrages exprimés. Le maire sortant Patrick Mercier recueille notamment 180 voix. Il est réélu maire le 26 mai 2020.

### Liste des maires

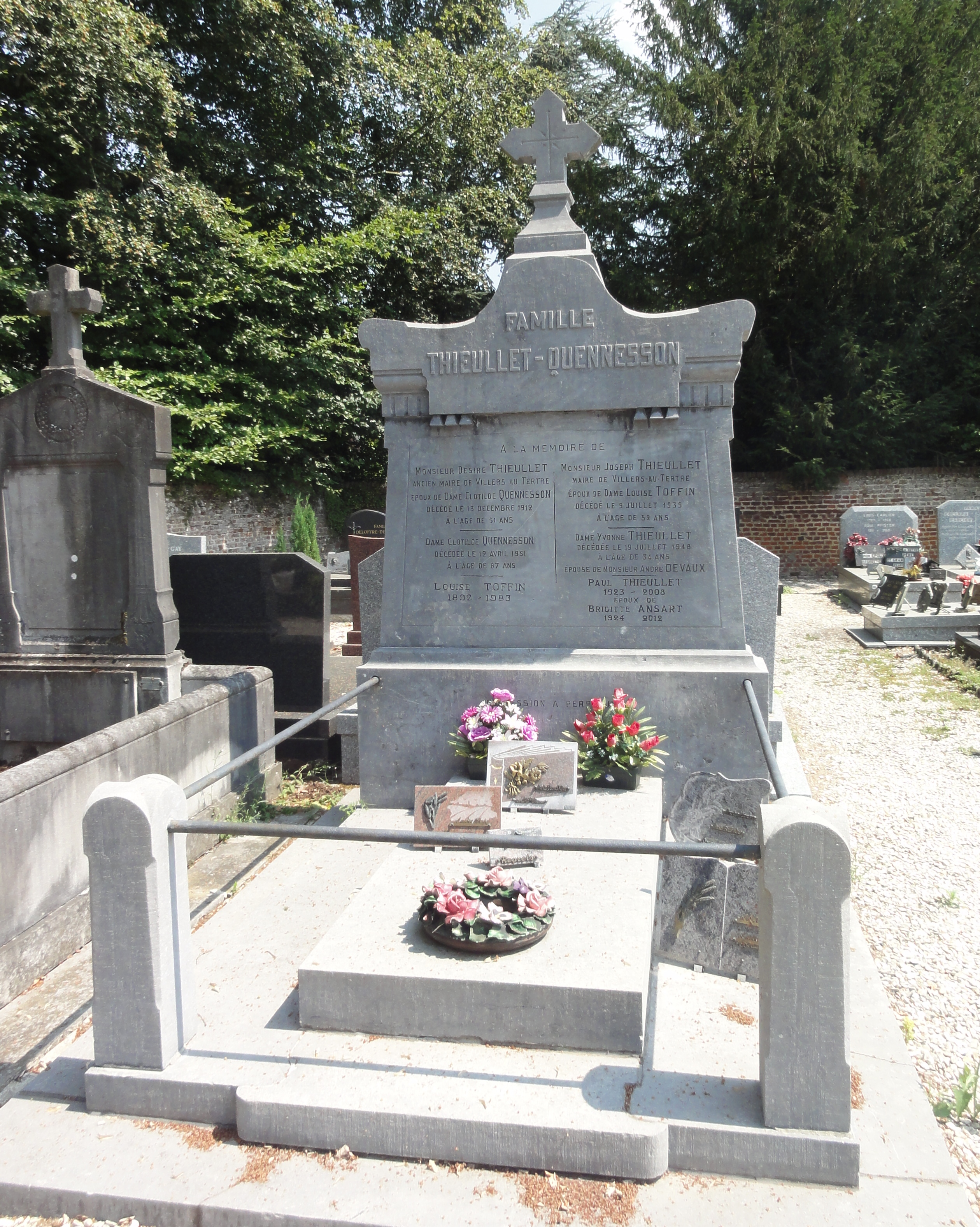
La tombe de Désiré et Joseph Thieullet dans le cimetière de Villers-au-Tertre.

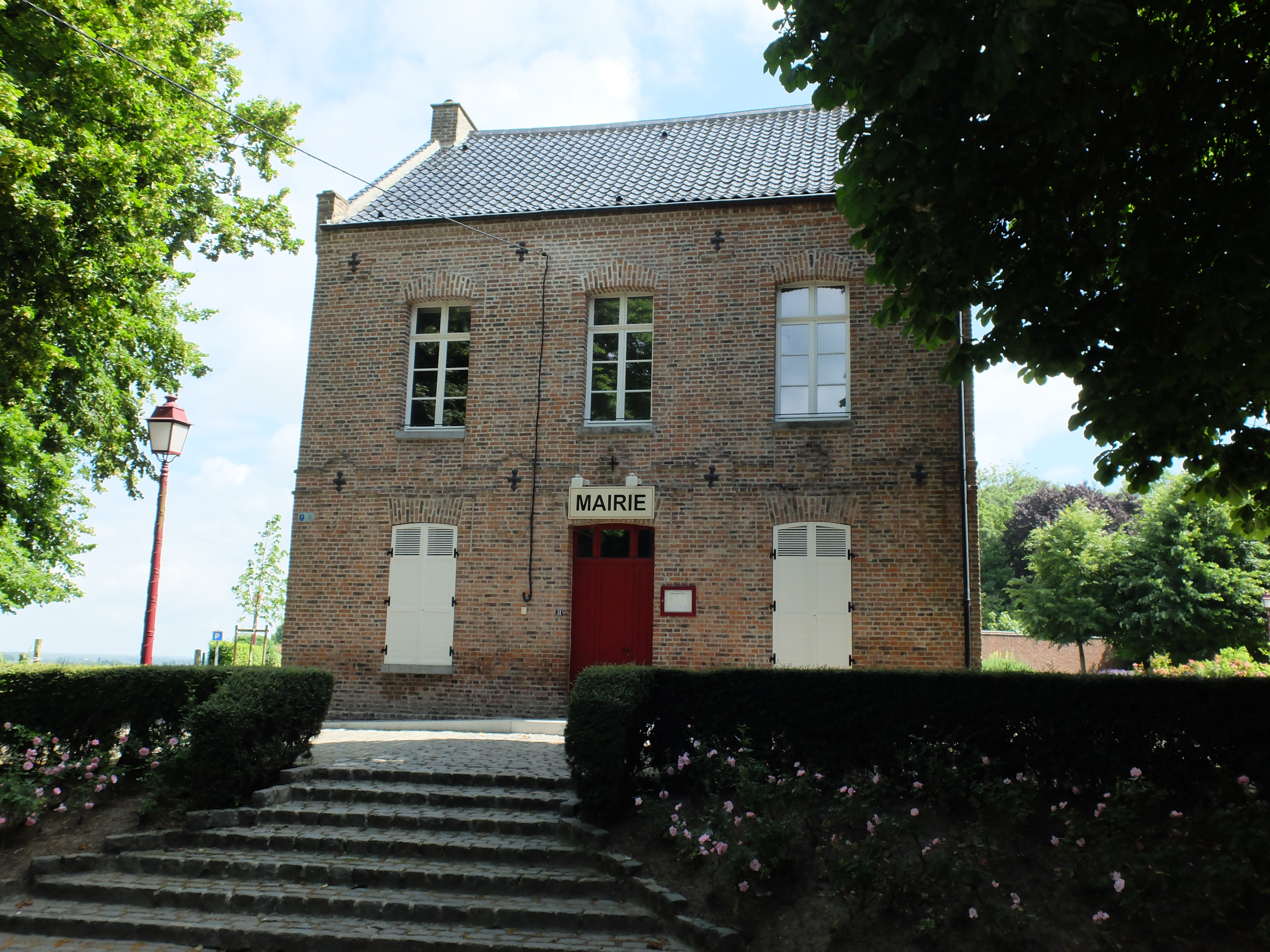
La mairie.

Maire de 1802 à 1807 : Bazin,.
| Identité                                        | Période   | Période      | Durée            | Étiquette   |
| Identité                                        | Début     | Fin          | Durée            | Étiquette   |
| ----------------------------------------------- | --------- | ------------ | ---------------- | ----------- |
| Jean-Baptiste Gay (d)                           | mars 1971 | octobre 1994 | 23 ans et 7 mois |             |
| Daniel Collignon (d)                            | 1994      | 2007         | 13 ans           |             |
| Patrick Mercier (d), (né le 14 août 1954)       | 2007      | En cours     | 18 ans           | indépendant |
| Désiré Thieullet (d) (mort le 13 décembre 1912) |           |              |                  |             |
| Joseph Thieullet (d) (mort le 9 juillet 1939)   |           |              |                  |             |

## Population et société

### Démographie

#### Évolution démographique
L'évolution du nombre d'habitants est connue à travers les recensements de la population effectués dans la commune depuis 1793. Pour les communes de moins de 10 000 habitants, une enquête de recensement portant sur toute la population est réalisée tous les cinq ans, les populations de référence des années intermédiaires étant quant à elles estimées par interpolation ou extrapolation. Pour la commune, le premier recensement exhaustif entrant dans le cadre du nouveau dispositif a été réalisé en 2006.

En 2022, la commune comptait 670 habitants, en évolution de +8,24 % par rapport à 2016 (Nord : +0,51 %, France hors Mayotte : +2,11 %).
| 1793 | 1800 | 1806 | 1821 | 1831 | 1836 | 1841 | 1846 | 1851 |
| ---- | ---- | ---- | ---- | ---- | ---- | ---- | ---- | ---- |
| 333  | 368  | 358  | 431  | 448  | 449  | 446  | 455  | 402  |

| 1856 | 1861 | 1866 | 1872 | 1876 | 1881 | 1886 | 1891 | 1896 |
| ---- | ---- | ---- | ---- | ---- | ---- | ---- | ---- | ---- |
| 387  | 422  | 398  | 402  | 377  | 408  | 445  | 452  | 444  |

| 1901 | 1906 | 1911 | 1921 | 1926 | 1931 | 1936 | 1946 | 1954 |
| ---- | ---- | ---- | ---- | ---- | ---- | ---- | ---- | ---- |
| 484  | 518  | 525  | 460  | 538  | 546  | 564  | 513  | 489  |

| 1962 | 1968 | 1975 | 1982 | 1990 | 1999 | 2006 | 2011 | 2016 |
| ---- | ---- | ---- | ---- | ---- | ---- | ---- | ---- | ---- |
| 483  | 456  | 454  | 481  | 621  | 655  | 608  | 608  | 619  |

| 2021 | 2022 | - | - | - | - | - | - | - |
| ---- | ---- | - | - | - | - | - | - | - |
| 667  | 670  | - | - | - | - | - | - | - |

#### Pyramide des âges
La population de la commune est relativement jeune.
En 2018, le taux de personnes d'un âge inférieur à 30 ans s'élève à 34,3 %, soit en dessous de la moyenne départementale (39,5 %). À l'inverse, le taux de personnes d'âge supérieur à 60 ans est de 23,1 % la même année, alors qu'il est de 22,5 % au niveau départemental.
En 2018, la commune comptait 317 hommes pour 326 femmes, soit un taux de 50,7 % de femmes, légèrement inférieur au taux départemental (51,77 %).
Les pyramides des âges de la commune et du département s'établissent comme suit.
| Hommes | Classe d’âge | Femmes |
| ------ | ------------ | ------ |
| 0,7    | 90 ou +      | 0,3    |
| 5,9    | 75-89 ans    | 6,4    |
| 18,1   | 60-74 ans    | 14,7   |
| 20,0   | 45-59 ans    | 23,3   |
| 20,6   | 30-44 ans    | 21,3   |
| 16,0   | 15-29 ans    | 17,2   |
| 18,6   | 0-14 ans     | 16,8   |

| Hommes | Classe d’âge | Femmes |
| ------ | ------------ | ------ |
| 0,5    | 90 ou +      | 1,4    |
| 5,3    | 75-89 ans    | 8,1    |
| 14,8   | 60-74 ans    | 16,2   |
| 19,1   | 45-59 ans    | 18,4   |
| 19,5   | 30-44 ans    | 18,7   |
| 20,7   | 15-29 ans    | 19,1   |
| 20,2   | 0-14 ans     | 18     |

## Lieux et monuments
- Le secteur pavé Adrien Petit est un chemin pavé de 1400 mètres qui débute au nord-ouest du village de Fressain près de la chapelle et finit à l'entrée du village de Villers-au-Tertre  en face du nouveau cimetière. Ce tronçon inauguré en juin dernier, porte le nom du coureur Adrien Petit et a été emprunté par les coureurs du Tour de France lors de la 5è étape le 6 juillet 2022.

## Galerie

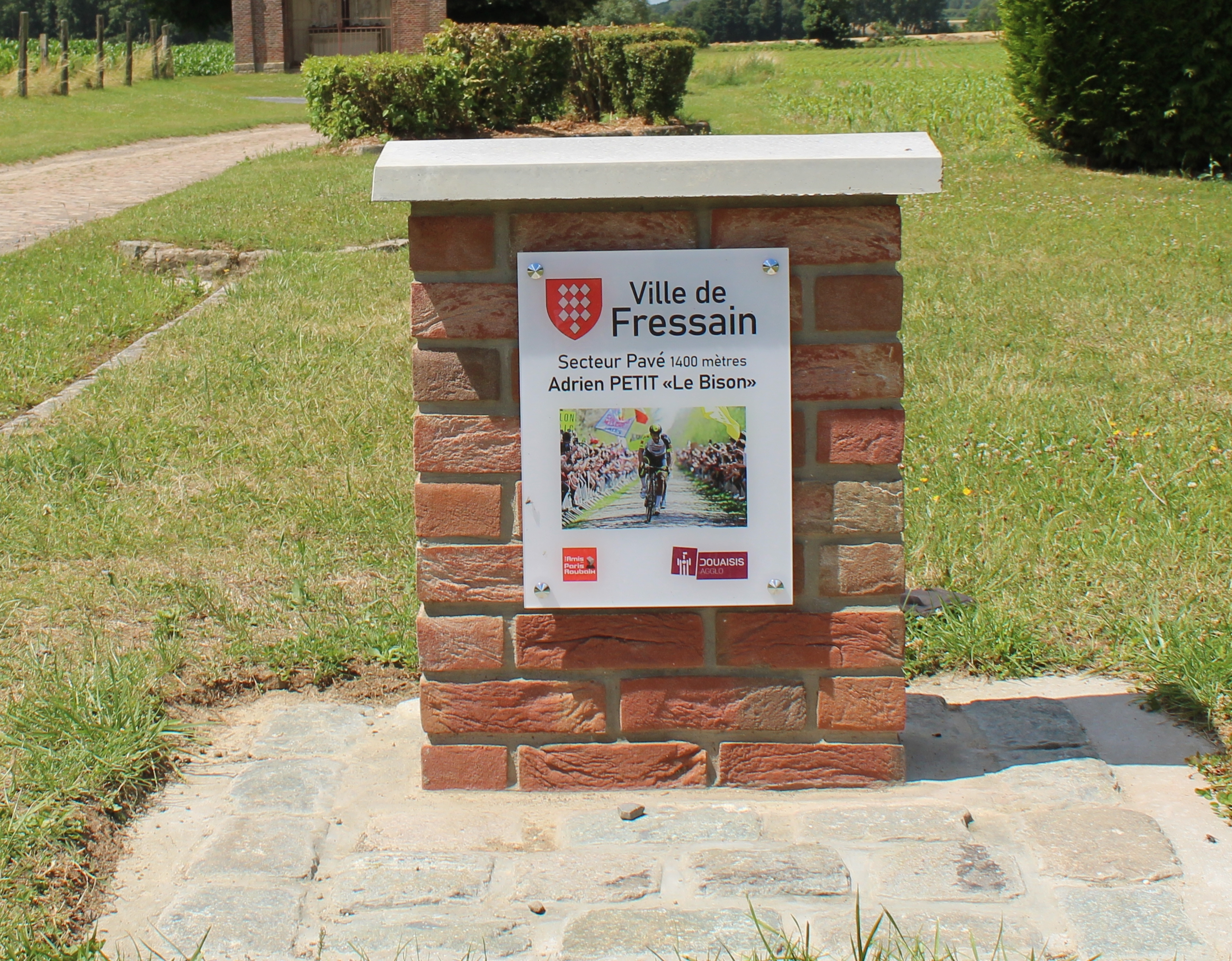
Stelle marquant l'entrée du secteur pavé.
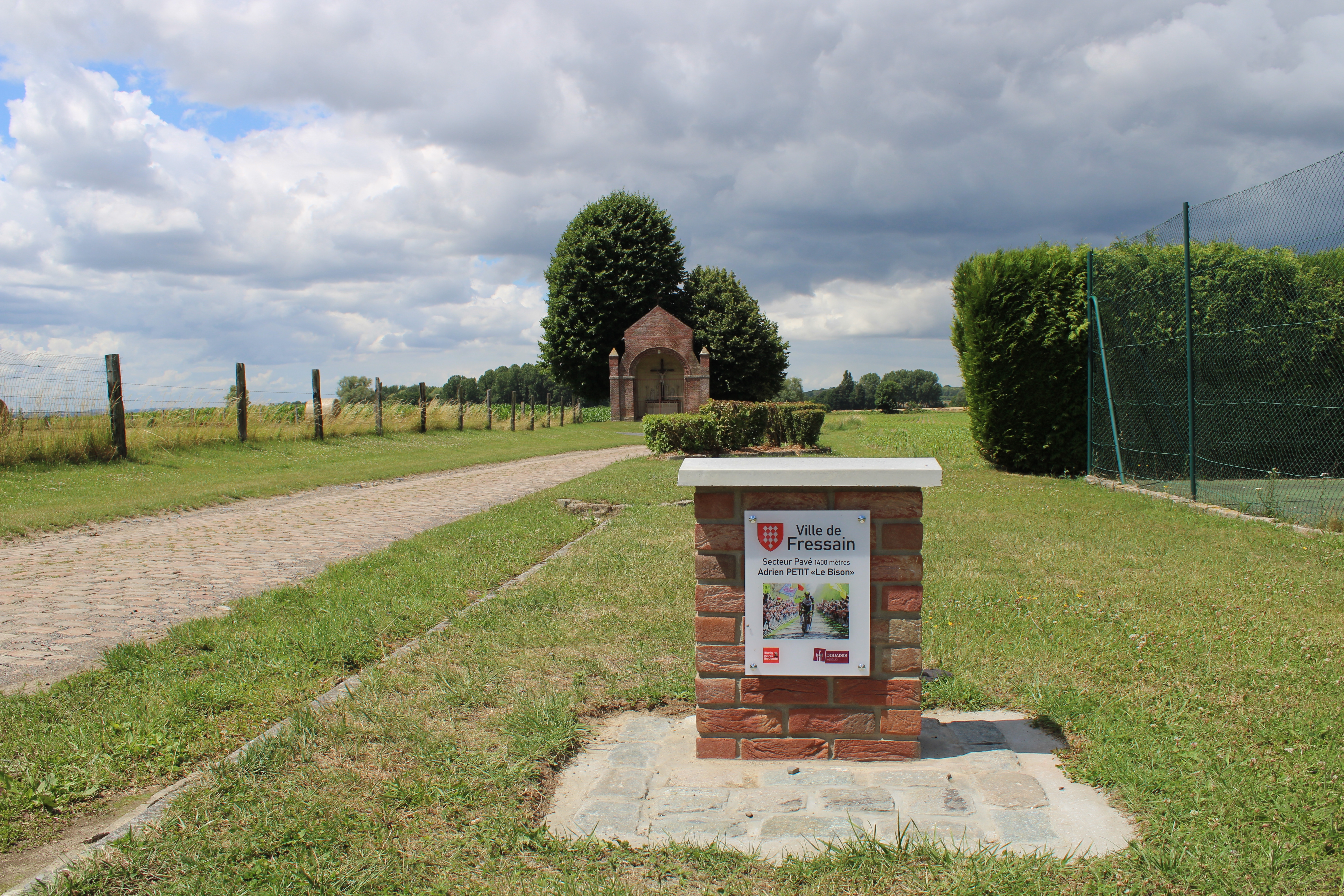
Entrée du secteur pavé.
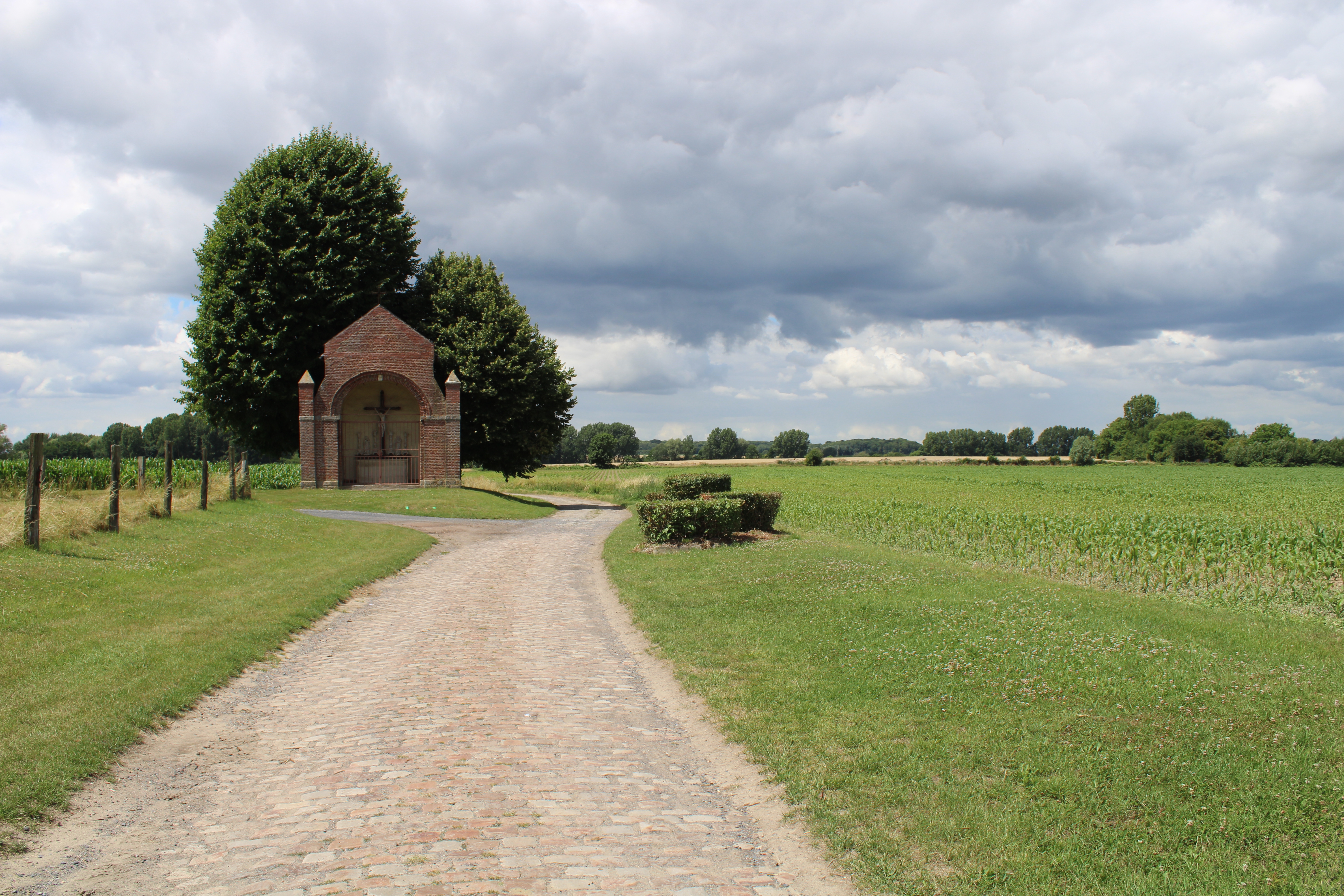
Entrée du secteur pavé et la chapelle.
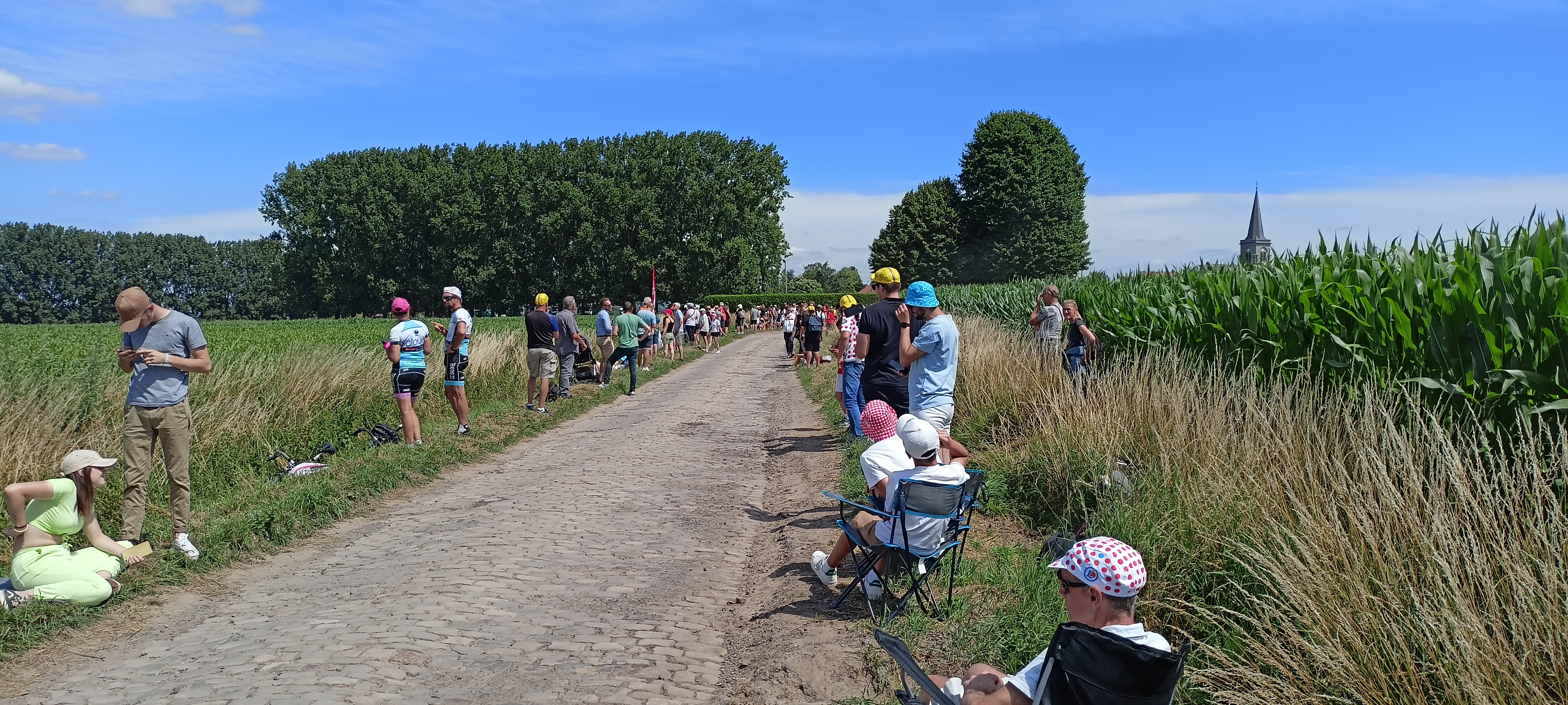
En attendant le passage des coureurs.
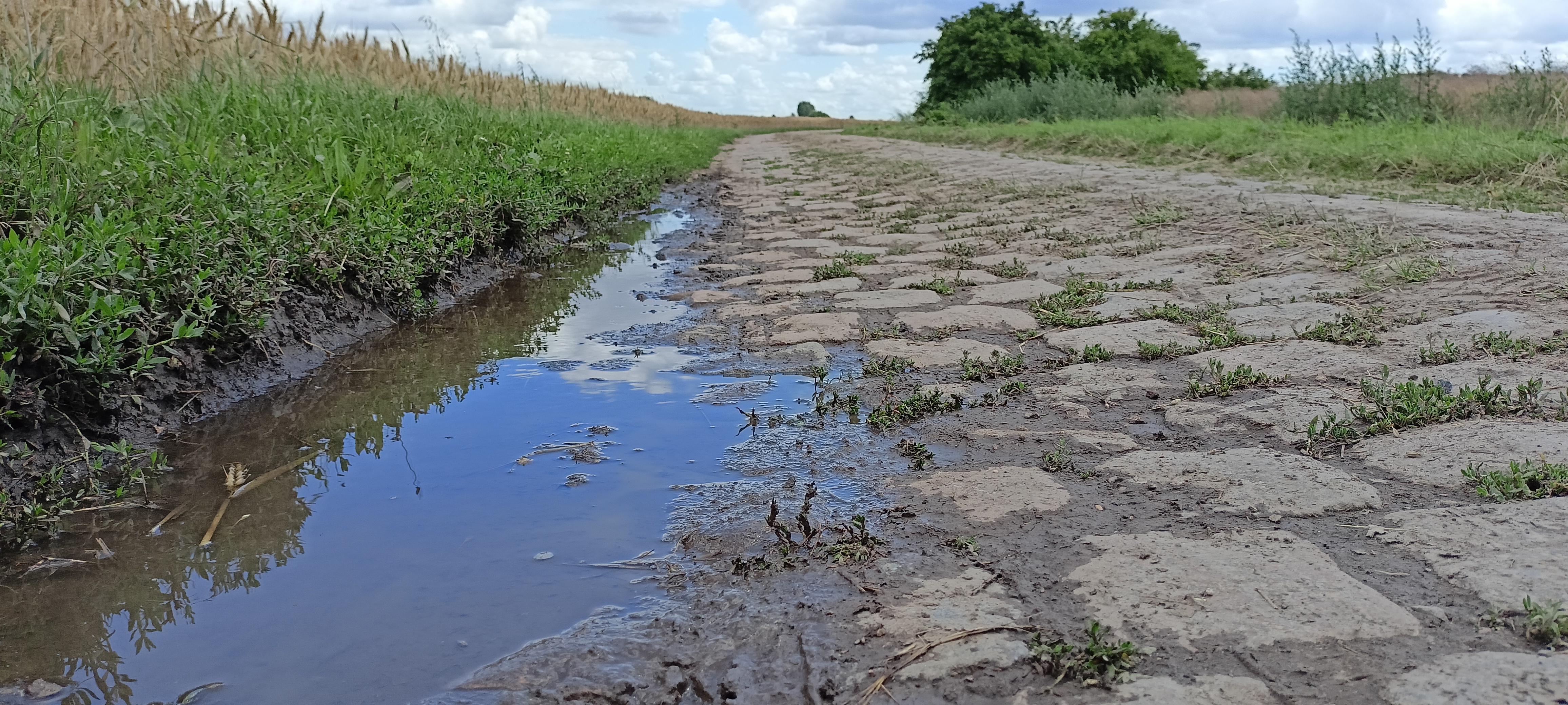
Vue du secteur pavé côté Villers-au-Tertre.
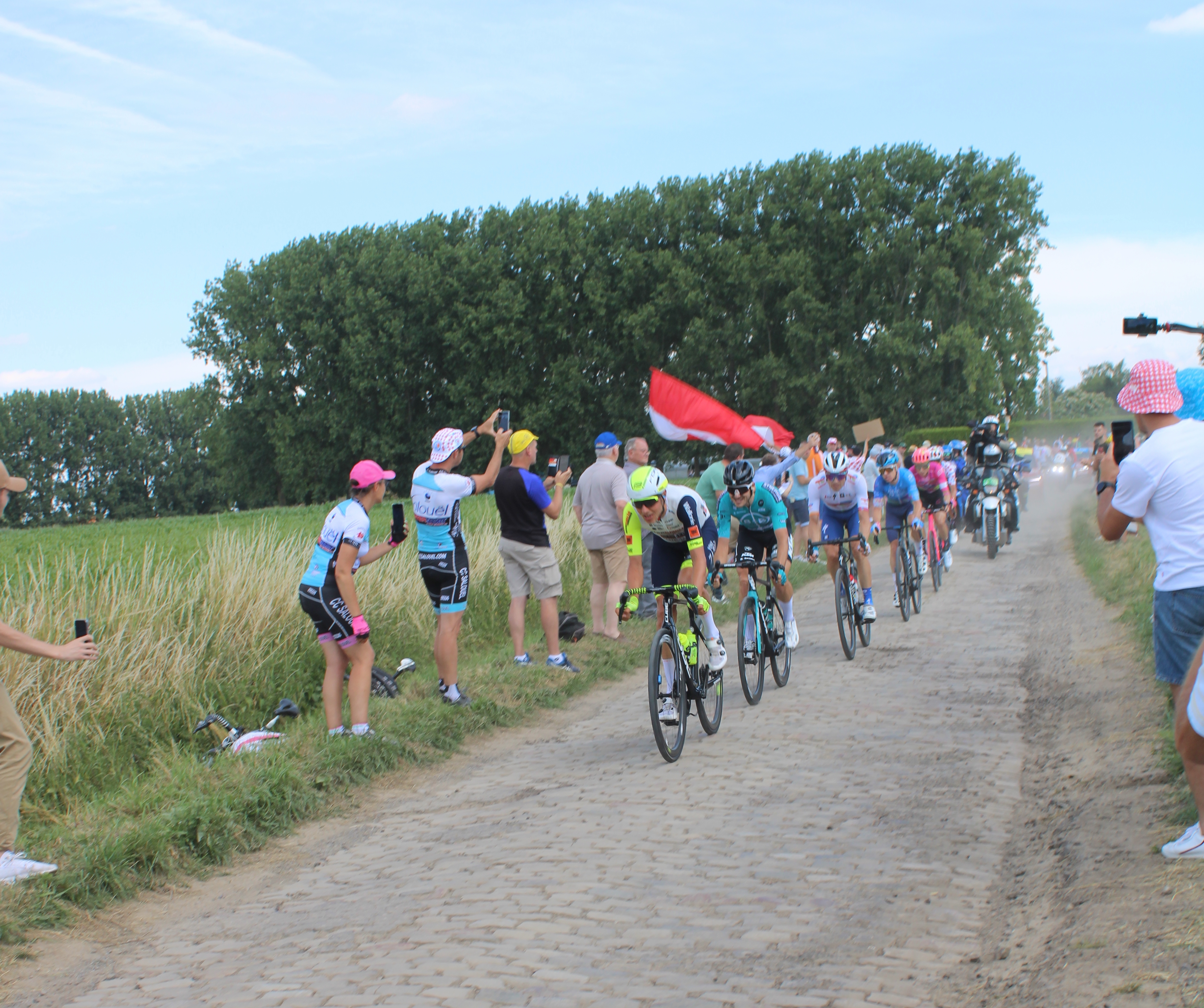
Les 6 échappés dans le secteur Adrien Petit.
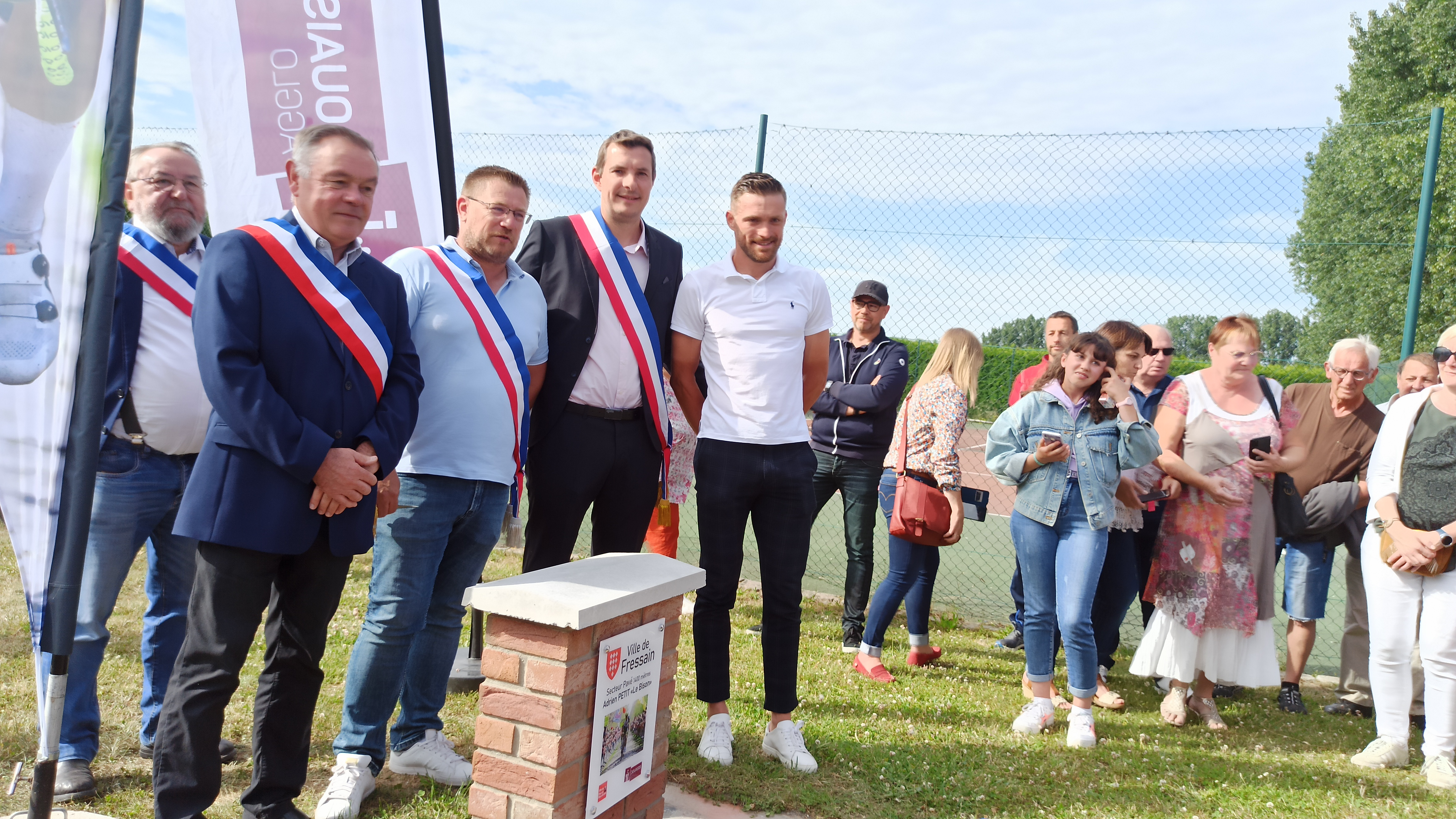
Inauguration du secteur pavé en présence d'Adrien Petit et des maires de Fressain et de Villers-au-Tertre.
- Vidéo: le passage du peloton dans le secteur pavé.

- L'église Saint-Pierre-et-Saint-Paul.
- Le cimetière.
- Mont Tilleul, place centrale du village
- Le 26 octobre 2012, la nouvelle Mairie s'est installée sur le Mont Tilleul, à côté de l'Église Saint Pierre-Saint Paul.
- Chapelle Notre Dame de Bonne-Espérance.
- École maternelle.
- École primaire.
- Bibliothèque.
- Plateau sportif, aire de jeux.
- La Ferme du Tertre
- Foyer des Jeunes et d'Éducation Populaire

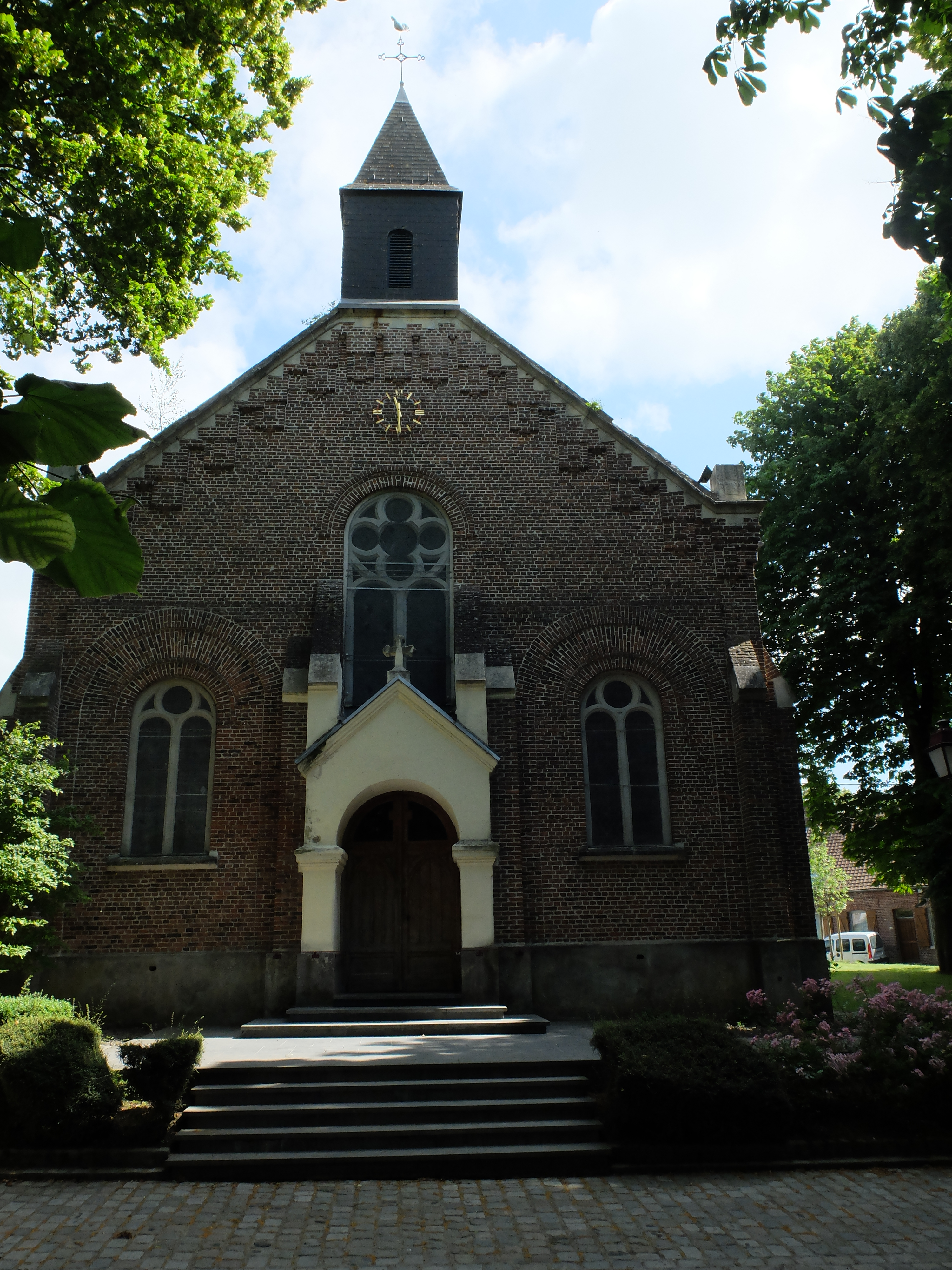
L'église
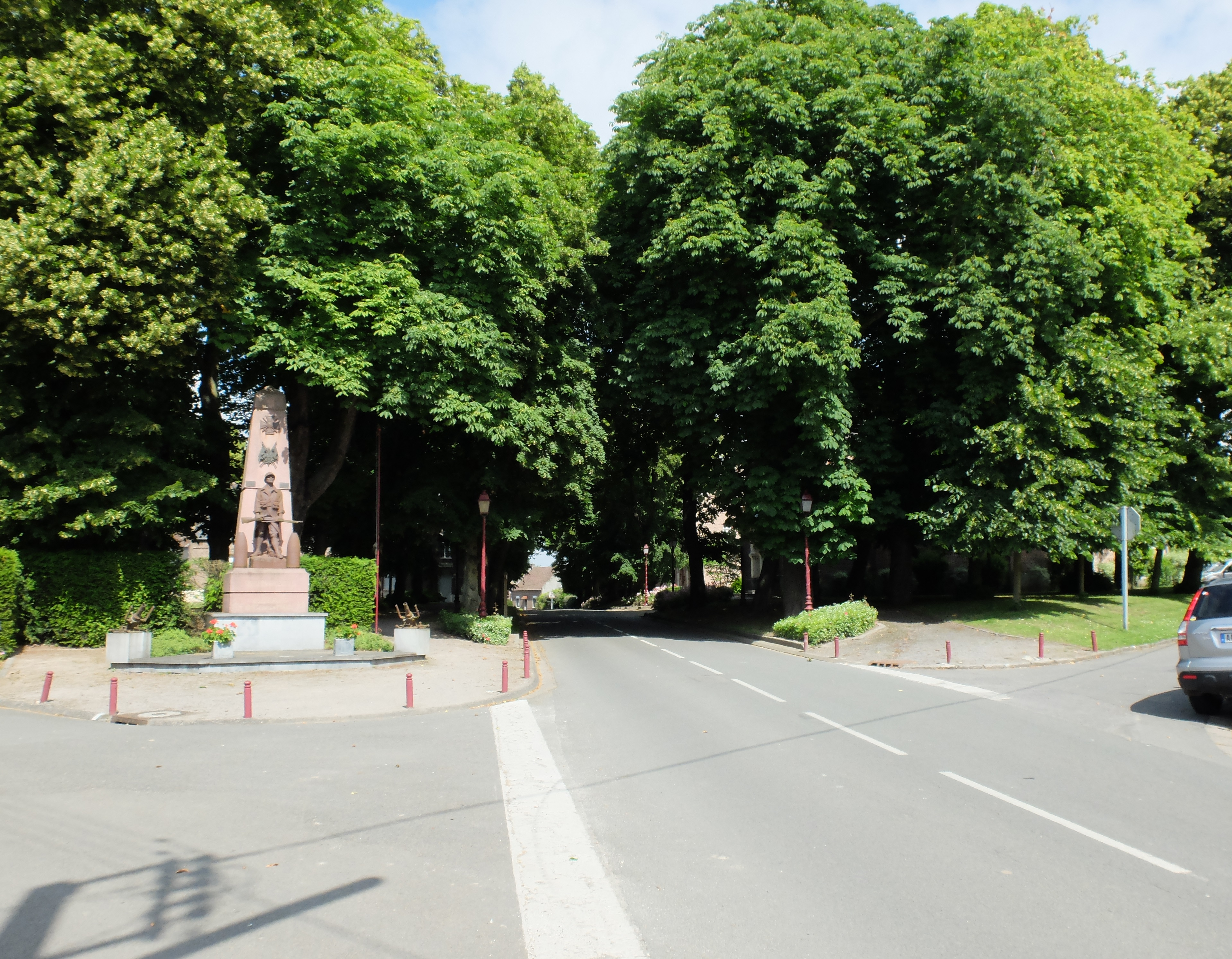
La place du Mont Tilleul, avec le monument aux morts
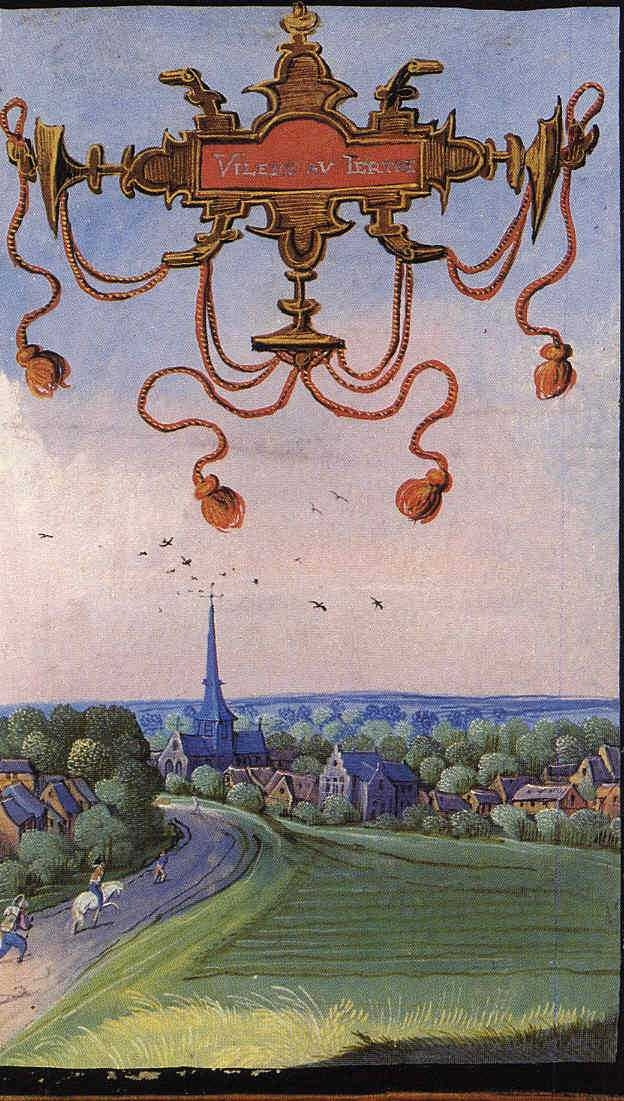
Albums de Croÿ XVIe Siècle peint par Adrien de Montigny

## Personnalités

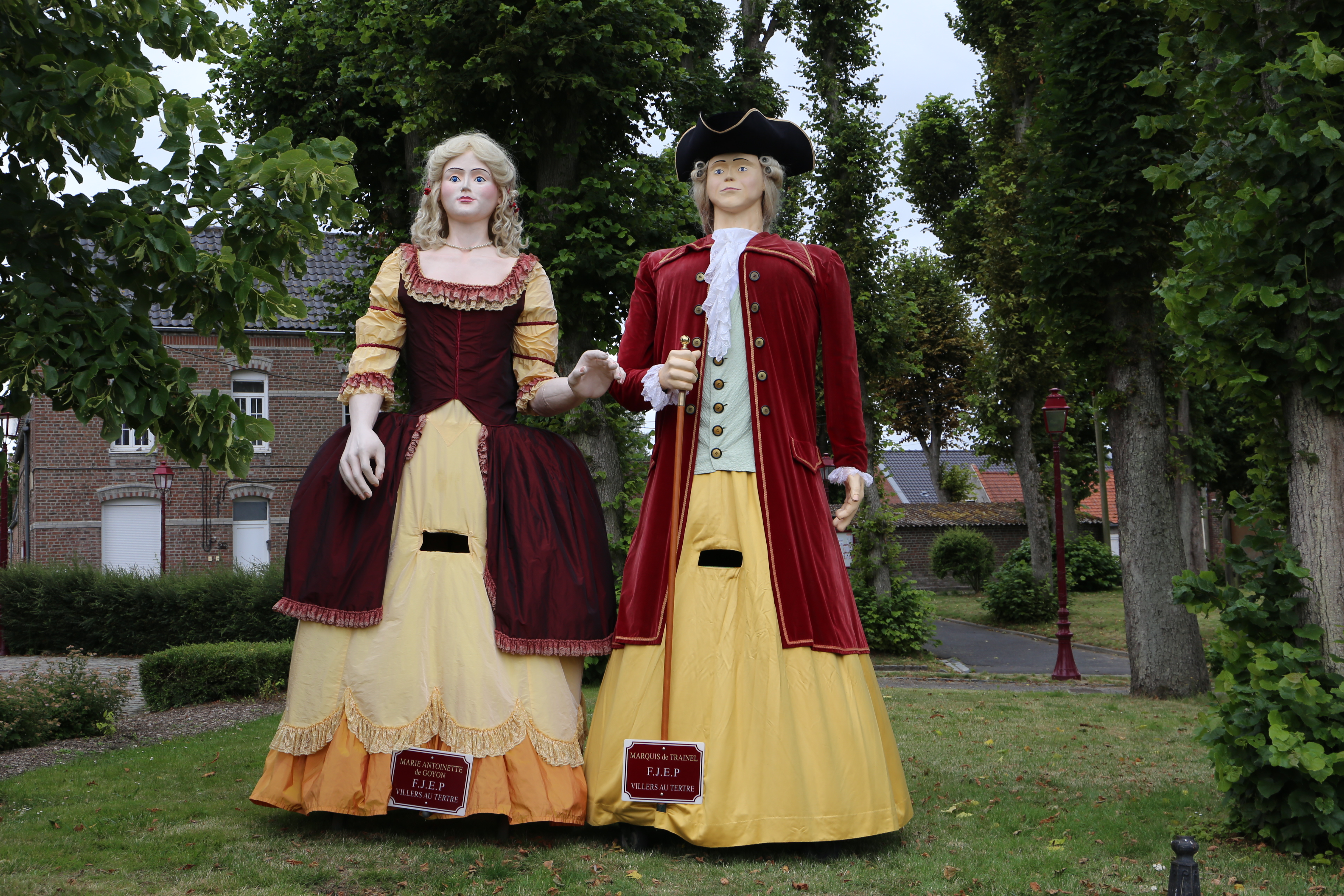
Géants du Marquis de Traisnel, Claude-Constant-Esprit Jouvenel des Ursins d'Harville (1723-1794), et de son épouse Antoinette Goyon de Matignon (1725-1770) en sortie au mont Tilleul samedi 4 juillet 2020. Géants réalisés respectivement en 1986, 2003

### Famille de Villers-au-Tertre
La famille de Villers-au-Tertre est une ancienne famille noble. Elle compte notamment :
- Hellin de Villers-au-Tertre, chevalier, vivant au XIIIe siècle.
- Aliaume de Villers-au-Tertre, seigneur de Villers-au-Tertre, frère de Hellin, vivant en 1287.
- Antoine de Villers-au-Tertre, oncle de Jean-Baptiste qui suit, chevalier, seigneur de Lihove. Avec son frère, père de Jean-Baptiste, il a joué un rôle majeur dans la prise de la ville de Cambrai en 1595. Il a convaincu le roi d'Espagne d'en faire le siège, en sachant que ses accointances avec la population permettrait d'obliger le maréchal de France Jean de Montluc de Balagny à se rendre.
- Jean-Baptiste de Villers-au-Tertre, écuyer, seigneur de Cambrin, est fait chevalier par lettres données à Madrid le 26 mars 1632. Il a porté les armes au service de son roi à ses propres frais dans l'infanterie espagnole, dans la compagnie du capitaine Jean Ortis, au régiment de don Diego de Messea[26].
- Albert-Joseph-Michel de Wavrin Villers-au-Tertre, chevalier, seigneur de Serain, Fagnolet, capitaine au régiment de Flandre, dit le marquis de Villers-au-Tertre, épouse en 1765 Marie Philippine Joseph de Quellerie de Chanteraine (1740-1819), fille du comte François-Emmanuel de Quellerie de Chanteraine, seigneur de Chanteraine, Quiéry, Boursies, Vadencourt, Courchelettes, chevalier d'honneur à la cour du Parlement de Flandres et de Marie-Françoise Cardon de Rollancourt. Marie-Philippine-Joseph, née en 1740, morte en 1819, est dame de Vadencourt[27].
- Marie-Françoise-Louise-Joseph de Villers-au-Tertre, est l'épouse de Constant-Marie-Joseph, comte de Malet de Coupigny au moment de la Révolution française[28].

### Autres personnalités
- Claude-Constant Juvénal d'Harville des Ursins marquis de Traisnel
- Ponthus de Lalaing

### Fait divers
Fin juillet 2010, le propriétaire d'un pavillon a découvert les ossements de deux nouveau-nés en voulant planter un arbre. Par la suite, six autres nouveau-nés ont été découverts au domicile des anciens propriétaires.

### Folklore
Villers-au-Tertre a pour géants le marquis de Traisnel et Marie-Antoinette de Goyon de Matignon.

## Pour approfondir